# Tuna Académica da Universidade de Coimbra
A Tuna Académica da Universidade de Coimbra (TAUC) ComC • OB é um dos oito Organismos Autónomos da Associação Académica de Coimbra. Fundada em 1888, tendo como primeiro regente António Barbas e como primeiro Presidente Artur Pinto da Rocha, divulga o espírito e saudade Coimbrã pelo país e pelo mundo através da interpretação de um completo e vasto repertório. Actualmente, composta por três grupos, dos quais a mais antiga e "fundadora" Orquestra, a Big Band "Rags" e o Grupo de Fados.
Tendo como base de vida e continuidade os estudantes, a TAUC tem uma história rica que incorpora nomes como José Afonso, António Egas Moniz, António Nobre, Vergílio Ferreira, Artur Paredes, Edmundo Bettencourt, Luiz Goes, entre outros.

## História
Fundada em 1888, surge da popularidade da actividade musical entre os escolares na 2ª metade do Século XIX, que com a extinção da orquestra do teatro académico e com a passagem da Estudantina de Santiago de Compostela por Coimbra sentiram a necessidade de criar um agrupamento musical semelhante não só para retribuir a visita aos estudantes espanhóis mas também para levar Coimbra representada musicalmente a outros centros de Portugal.
A sua inicial formação era maioritariamente constituída por estudantes sendo que o seu primeiro regente efectivo era professor de música da Universidade, António Simões de Carvalho Barbas, e o seu primeiro presidente um dos fundadores da Associação Académica de Coimbra, o estudante Artur Pinto da Rocha.
Apresentando-se várias vezes pelo país em saraus de homenagem e de beneficência apenas dez anos após a sua formação consegue digressar a Santiago de Compostela sob a presidência do então estudante de Medicina, António Egas Moniz, um dos mais notáveis estudantes da Universidade de Coimbra, laureado com o Prémio Nobel, que sem nenhum instrumento saber tocar se juntava ao grupo com os seus eloquentes discursos onde demonstrava o seu orgulho por ser estudante e por sê-lo em Coimbra.

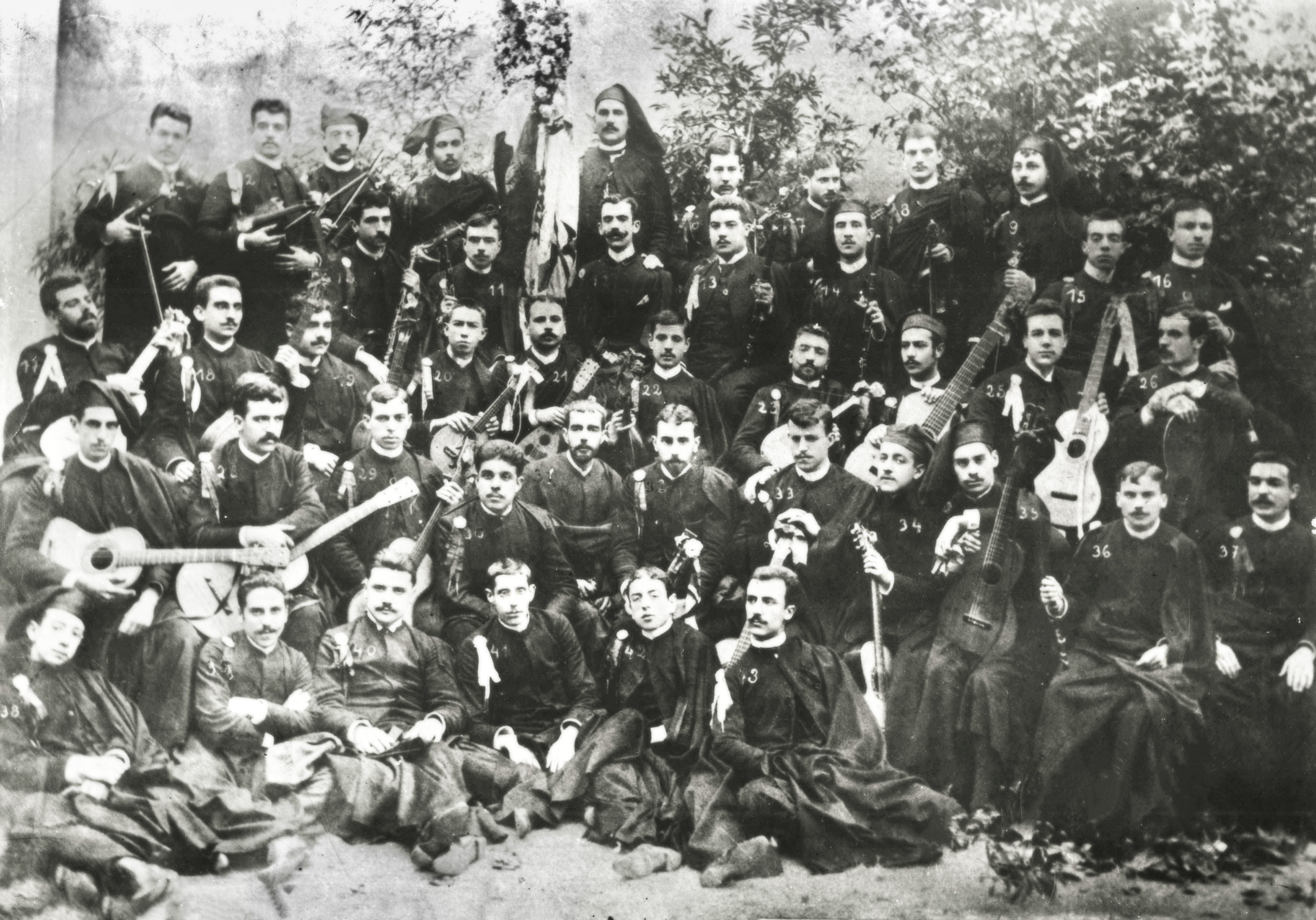
Tuna Académica da Universidade de Coimbra em 1888. À data conhecida por Estudantina de Coimbra

A “Estudantina de Coimbra” como era conhecida, para além da orquestra que juntava o agrupamento clássico de violinos, flautas e clarinetes ao popular, com as guitarras e bandolins, fazia-se igualmente acompanhar de Grupos de Teatro e de Guitarra e Canto de Coimbra, constituindo um espectáculo variado e uma abrangência cultural que era igualmente complementada por discursos e recitação de poesia. Deste modo há que realçar que a música surgia como uma actividade extra-escolar que reunia estudantes dos mais diversos cursos universitários e com as mais variadas ambições, não sendo de estranhar as várias personadidades que dela fizeram parte e que se notabilizaram por uma actividade profissional distinta da música como os escritores António Nobre e Vergílio Ferreira, assim como os médicos Sobral Cid e o já referido Egas Moniz, entre outros.
Reconhecida por várias denominações adopta como seu nome oficial “Tuna Académica da Universidade de Coimbra”, TAUC, levando o espírito da Cidade do Mondego por Portugal continental e insular, assim como por vários países da Europa, América, Ásia e África, tendo como referência das suas representações internacionais a Viagem ao Brasil em 1925, o Périplo de África em 1956 e a Digressão ao Extremo Oriente em 1970 na qual foi recebida na residência de férias do Papa Paulo VI onde se interpretou fado e guitarradas de Coimbra. Nestas deslocações, para além do enriquecimento cultural por parte dos estudantes que delas fizeram parte, nomeadamente nas viagens ao Brasil e às ex-colónias portuguesas de África, evocou-se a intraduzível Saudade de Coimbra como que materializando a voz do poeta que exclama “ter saudades dela quem nela nunca viveu” o que certamente ficou comprovado com as ovações de sentida emoção desenhada no rosto de quem partilhava os momentos de um espectáculo protagonizado pela Tuna de Coimbra.
Com este cariz musical, ao longo dos seus mais de 120 anos de existência, vários foram os grupos formados na TAUC sendo de destacar o Ensemble de Plectros “Carlos Seixas” que homenageando este reconhecido compositor de Coimbra divulgava obras interpretadas por instrumentos de plectro como o bandolim, bandola, e cravo. É igualmente de destacar a vasta diversidade destas “variedades” como a existência de Orquestra de Tangos, Grupo de Música Popular, Grupo de Música Antiga, Orquestra Ligeira e mais recentemente uma Big Band, entre outros.
À parte da produção própria dos seus vários grupos, a TAUC tem-se destacado também pela organização de eventos em Coimbra dos quais se podem referir Ciclos Sinfonia e Ciclos de Música Instrumental dando a conhecer a esta cidade os mais distintos agrupamentos e individualidades, desde o compositor António Vitorino de Almeida, Paco de Lucia e Carlos Paredes a Orquestras como a Orquestra Nacional do Porto, Orquestra de Bandolins da Madeira, Orquestra Filarmonia das Beiras, entre outras, não sendo de deixar de referir variadíssimos grupos de formação mais pequena de vários pontos da Europa, assim como a participação de vários grupos dos mais variados estilos de música desde a música medieval à música mais moderna como o Jazz.
Dos grupos de Canção e Guitarra de Coimbra que incontornavelmente estão associados à TAUC fizeram parte grandes vultos dos quais se poderia citar uma vasta lista, mas pela sua destacada importância refere-se como ilustrativo de toda uma tradição e de uma forma de pensar: Artur Paredes e José Afonso, um por sublime genialidade de inovação na guitarra de Coimbra e outro pela aspiração sincera de Liberdade.
Pelo seu trabalho e pela reputação que atingiu não só a nível local mas com bastante relevância a nível nacional e internacional a TAUC foi agraciada com as mais honrosas distinções como a Comendadora da Ordem de Benemerência (20 de Maio de 1939) e Comendadora da Ordem Militar de Cristo (10 de Dezembro de 1940), Medalha de Ouro das cidades de Coimbra e Leiria assim como a Cruz do Ayuntamento de Oviedo e a Medalha “Pro-Musica” do Ministério da Educação Belga. O que mostra que cumprindo a função divulgativa da arte musical não se deixa de lado o esforço e dedicação para apresentar um trabalho de qualidade que mesmo em circunstâncias amadoras tendem a não representar uma limitação à férrea vontade dos estudantes de musicalmente contribuirem para um enriquecimento cultural de si próprios e daqueles que atentamente os escutam.
A sua relevância musical tornou-se mais evidente quando na década de 80 se criou uma Escola de Música com o intuito de proporcionar aos estudantes uma formação musical mais sólida, na teoria musical e na prática instrumental, o que servia não só para melhorar a qualidade artística dos grupos mas também para proporcionar formação a quem com poucos conhecimentos musicais pretendia fazer parte desse convívio. De referir o pioneirismo desta Escola no ensino por música de Guitarra Portuguesa que daria uma forma mais sistemática e autónoma de aprender este instrumento o que até então se fazia habitualmente sem suporte escrito em notação musical. Desta iniciativa surgiu, no âmbito das comemorações do 115º aniversário da TAUC um “Método de Guitarra Portuguesa” que consolida a vontade de perpetuar a tradição deste instrumento tão português que sempre acompanhou a música de Coimbra.
Numa iniciativa mais intrinsecamente ligada aos instrumentos musicais desenvolveu-se também na década de 80 uma Oficina-Escola onde era dada formação de construção de instrumentos musicais. Iniciativa esta da qual se destacou o formando e depois formador Fernando Meireles que desenvolve nas instalações da TAUC a sua actividade tornando-se uma referência na construção de sanfonas, bandolins e guitarras portuguesas.

## Grupos actuais

### Orquestra
A Tuna Académica da Universidade de Coimbra sempre foi um espaço múltiplo, diverso e rico em diferentes projectos. De facto, desde a sua fundação, vários foram os grupos que nasceram no seu seio (musicais, dramáticos, de danças e variedades), mas é a Orquestra a face mais visível desta instituição, constituindo, em termos históricos, o principal elo de continuidade.
Em traços gerais, a composição instrumental enquadra-se nos conjuntos orquestrais clássicos, no entanto, este grupo integra diferentes naipes de instrumentos de corda percutida e dedilhada que, podemos dizer, individualizam as tunas (bandolins, bandolas, bandoloncelos e violas). O repertório, exclusivamente instrumental, é um mosaico sincrético que reúne excertos de óperas e concertos clássicos, passando pela música popular portuguesa, até à musica pop e rock.

### Big Band «Rags»
O grupo Rags foi criado no seio da T.A.U.C. em 1995, pelo seu director artístico André Granjo. Inicialmente, com uma composição diminuta, ficou conhecido pelas suas interpretações de rags de Scott Joplin. Sempre em constante mudança e adaptando-se em função da disponibilidade de elementos, adquiriu em 1999 a estrutura de uma "Big Band", atingindo a sua actual formação cerca de 30 elementos. Com trompetes, clarinetes, saxofones, trombones, trompas, piano, guitarra, baixo, violoncelo e bateria, tem apresentado nos seus espectáculos, um reportório variado, que vai desde os rags até ao jazz contemporâneo, passando por temas célebres do rock, dos anos 50 e 60.

### Grupo de Fados
Desde a sua fundação até a actualidade, o Fado de Coimbra sempre marcou presença na actividade da TAUC. Grandes vultos como Edmundo Bettencourt, Paradela de Oliveira, Artur Paredes, António Portugal, José Afonso, Luis Goes, entre outros fizeram parte de grupos de fados que foram surgindo ao longo do tempo no seio da TAUC.

## Ligações Exteriores
- Tuna Académica da Universidade de Coimbra